# Yllenus tschoni
Yllenus tschoni är en spindelart som först beskrevs av Lodovico di Caporiacco 1936.  Yllenus tschoni ingår i släktet Yllenus och familjen hoppspindlar. Inga underarter finns listade i Catalogue of Life.